# برونكسفيل (نيويورك)
برونكسفيل (بالإنجليزية: Bronxville, New York)‏ هي بلدة تقع في الولايات المتحدة في مقاطعة ويستتشستر، نيويورك. يقدر عدد سكانها بـ 6,323 نسمة ومساحتها 2.5 كم2 وترتفع عن سطح البحر 28 متر.

## التركيبة السكانية
حدّد مكتب تعداد الولايات المتحدة بيانات التركيبة السكانية لبرونكسفيل في تعداد الولايات المتحدة. في ما يلي، التركيبة السكانية حسب تعدادي 2000 و2010.

### تعداد عام 2000
بلغ عدد سكان برونكسفيل 6,543 نسمة بحسب تعداد عام 2000، وبلغ عدد الأسر 2,312 أسرة وعدد العائلات 1,660 عائلة مقيمة في القرية. في حين سجلت الكثافة السكانية 2,596.4 نسمة لكل كيلومتر مربع (6,724.6/ميل2). وبلغ عدد الوحدات السكنية 2,387 وحدة بمتوسط كثافة قدره 947.2 لكل كيلومتر مربع (2,453.2/ميل2).
وتوزع التركيب العرقي للقرية بنسبة 91.88% من البيض و1.15% من الأمريكيين الأفارقة و0.05% من الأمريكيين الأصليين و4.83% من الأمريكيين ذوي الأصول الآسيوية و0.06% من سكان جزر المحيط الهادئ و0.73% من الأعراق الأخرى و1.30% من عرقين مختلطين أو أكثر و2.93% من الهسبانيون أو اللاتينيون من أي عرق.
بلغ عدد الأسر 2,312 أسرة كانت نسبة 41.2% منها لديها أطفال تحت سن الثامنة عشر تعيش معهم، وبلغت نسبة الأزواج القاطنين مع بعضهم البعض 64.4% من أصل المجموع الكلي للأسر، ونسبة 6.2% من الأسر كان لديها معيلات من الإناث دون وجود شريك، بينما كانت نسبة 1.1% من الأسر لديها معيلون من الذكور دون وجود شريكة وكانت نسبة 28.2% من غير العائلات. تألفت نسبة 24.3% من أصل جميع الأسر من عدة أفراد يعيشون في نفس المنزل ونسبة 11.4% كانت تتألف من شخص يعيش بمفرده يبلغ من العمر 65 عاماً أو أكثر. وبلغ متوسط حجم الأسرة المعيشية 2.71، أما متوسط حجم العائلات فبلغ 3.27.
بلغ العمر الوسطي للسكان 38.3 عاماً. وكانت نسبة 29% من القاطنين تحت سن الثامنة عشر، وكانت نسبة 3.4% بين الثامنة عشر والرابعة والعشرين عاماً، ونسبة 25.8% كانت واقعةً في الفئة العمرية ما بين الخامسة والعشرين والرابعة والأربعين عاماً، ونسبة 25.4% كانت ما بين الخامسة والأربعين والرابعة والستين، ونسبة 12.1% كانت ضمن فئة الخامسة والستين عاماً فما فوق. يوجد لكل 100 أنثى 86.4 ذكر، ويوجد لكل 100 أنثى في الثامنة عشر من عمرها فما فوق 81.3 ذكر.
بلغ متوسط دخل الأسرة في القرية 144,940 دولارًا، أما متوسط دخل العائلة فبلغ 200,001 دولارًا. وكان متوسط دخل الذكور 100,001 دولارًا مقابل 61,184 دولارًا للإناث. وسجل دخل الفرد الخاص بالقرية 89,483 دولارًا. وكانت نسبة 1.7% من العائلات ونسبة 2.7% من السكان تحت خط الفقر، وكان من هؤلاء نسبة 2.1% تحت سن الثامنة عشر ونسبة 2.9% في الخامسة والستين من العمر وما فوق.

### تعداد عام 2010
بلغ عدد سكان برونكسفيل 6,323 نسمة بحسب تعداد عام 2010، وبلغ عدد الأسر 2,259 أسرة وعدد العائلات 1,609 عائلة مقيمة في القرية. في حين سجلت الكثافة السكانية 2,509.1 نسمة لكل كيلومتر مربع (6,498.5/ميل2). وبلغ عدد الوحدات السكنية 2,430 وحدة بمتوسط كثافة قدره 964.3 لكل كيلومتر مربع (2,497.5/ميل2).
وتوزع التركيب العرقي للقرية بنسبة 90.29% من البيض و1.41% من الأمريكيين الأفارقة و0.03% من الأمريكيين الأصليين و5.19% من الأمريكيين ذوي الأصول الآسيوية و1.06% من الأعراق الأخرى و2.02% من عرقين مختلطين أو أكثر و4.37% من الهسبانيون أو اللاتينيون من أي عرق.
بلغ عدد الأسر 2,259 أسرة كانت نسبة 42.7% منها لديها أطفال تحت سن الثامنة عشر تعيش معهم، وبلغت نسبة الأزواج القاطنين مع بعضهم البعض 62.2% من أصل المجموع الكلي للأسر، ونسبة 6.6% من الأسر كان لديها معيلات من الإناث دون وجود شريك، بينما كانت نسبة 2.4% من الأسر لديها معيلون من الذكور دون وجود شريكة وكانت نسبة 28.8% من غير العائلات. تألفت نسبة 26.1% من أصل جميع الأسر من عدة أفراد يعيشون في نفس المنزل ونسبة 13.2% كانت تتألف من شخص يعيش بمفرده يبلغ من العمر 65 عاماً أو أكثر. وبلغ متوسط حجم الأسرة المعيشية 2.69، أما متوسط حجم العائلات فبلغ 3.30.
بلغ العمر الوسطي للسكان 41.3 عاماً. وكانت نسبة 30.6% من القاطنين تحت سن الثامنة عشر، وكانت نسبة 7.3% بين الثامنة عشر والرابعة والعشرين عاماً، ونسبة 18.1% كانت واقعةً في الفئة العمرية ما بين الخامسة والعشرين والرابعة والأربعين عاماً، ونسبة 30.1% كانت ما بين الخامسة والأربعين والرابعة والستين، ونسبة 13.9% كانت ضمن فئة الخامسة والستين عاماً فما فوق. وتوزع التركيب الجنسي للسكان بنسبة 47% ذكور و53% إناث.

## معرض صور

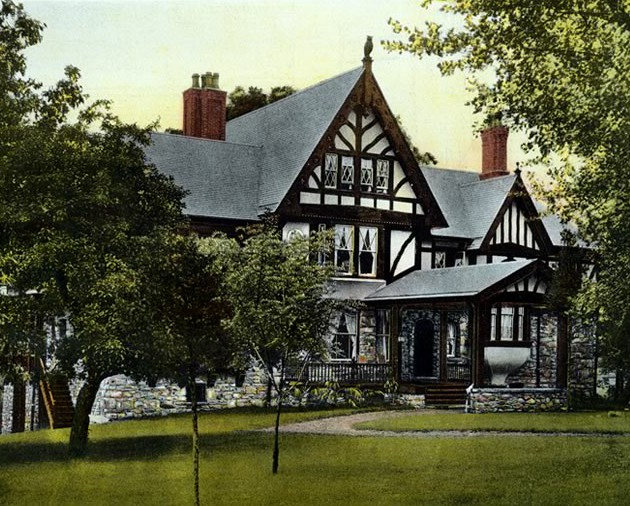
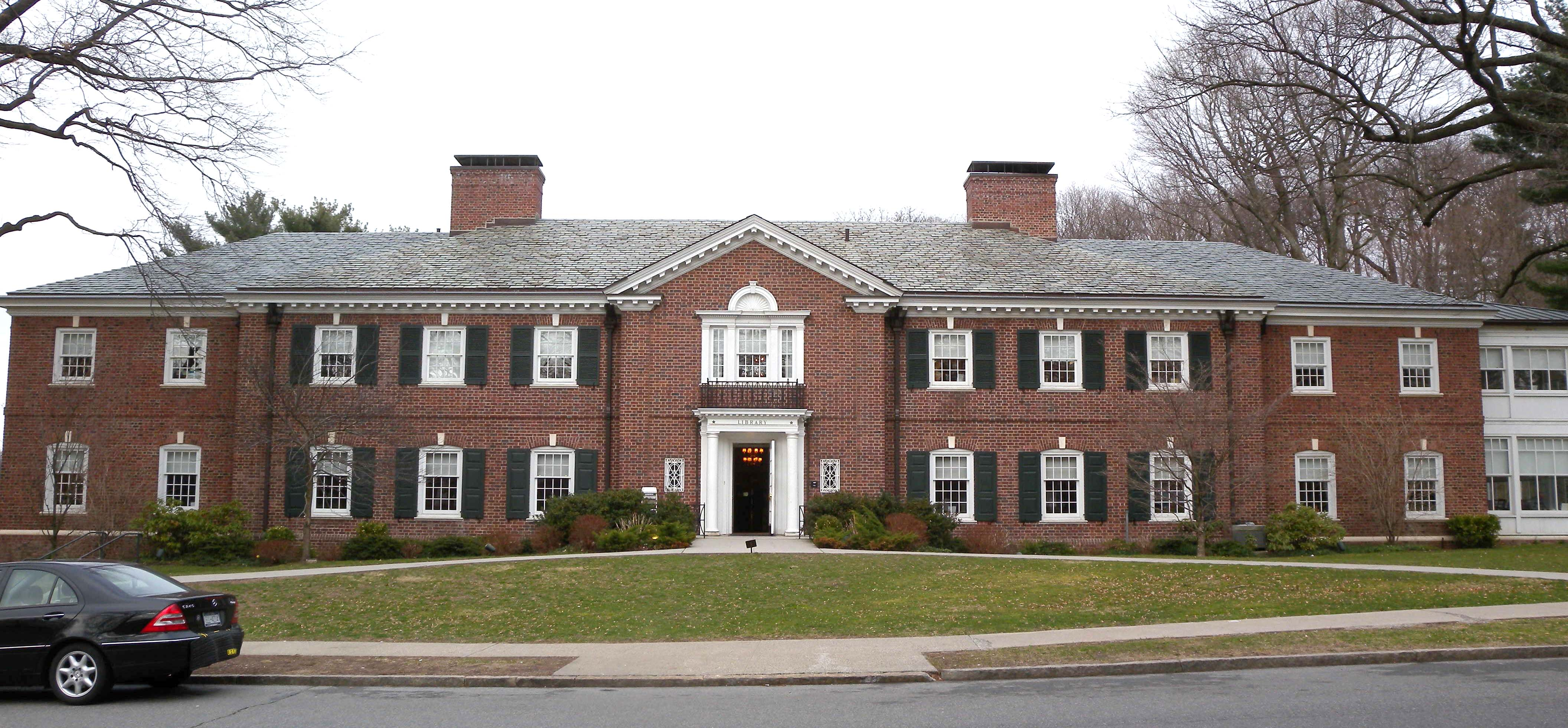
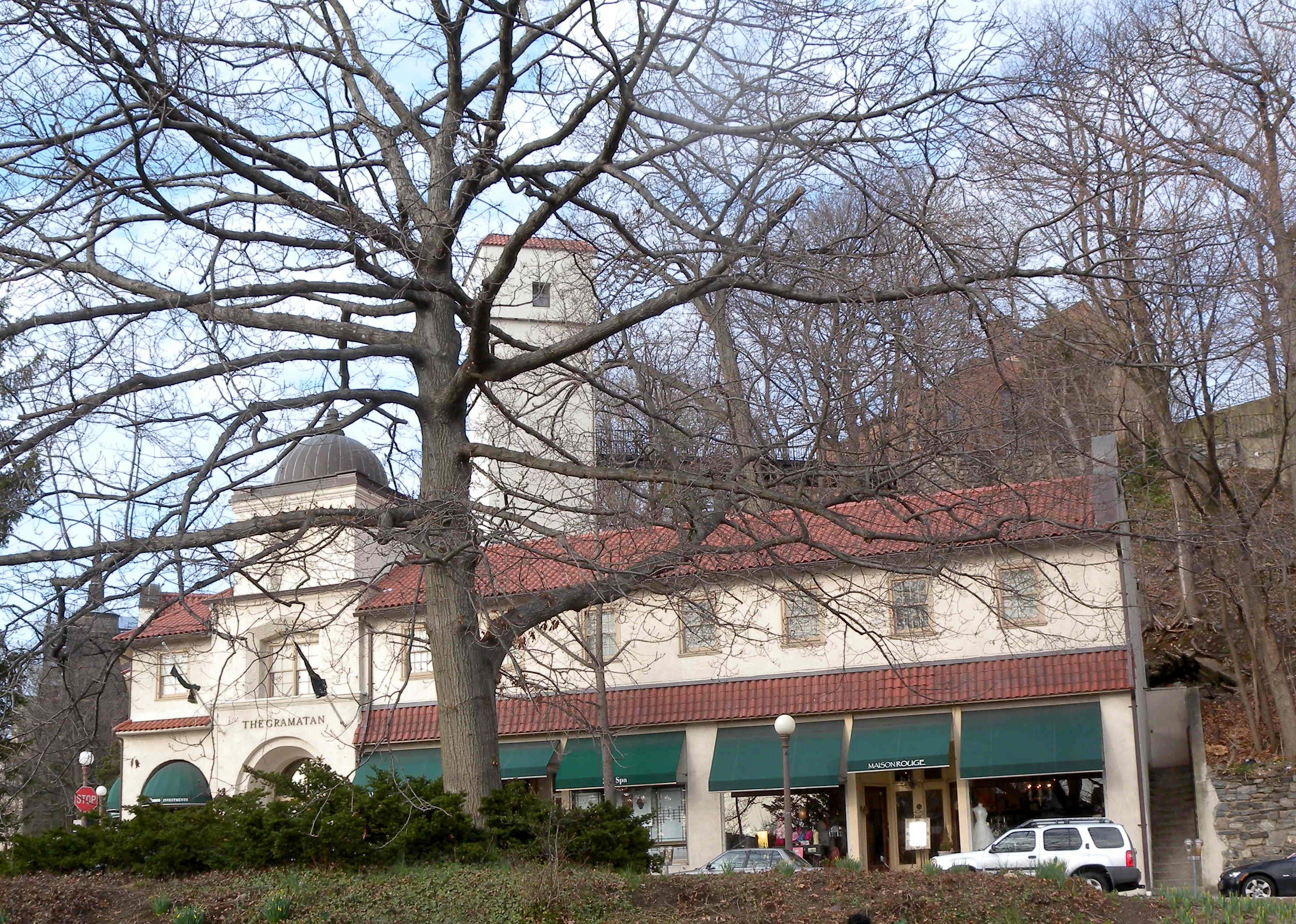

## أعلام
- جون هويت
- هيلين هومانز
- دينيس ريتشي
- فرانك أباغنيل
- فورد فريك
- باول مان
- كونستانس تيتوس
- جانيت ثوربر
- غريتشين بيترز
- مولي تشيك